# 扬·拉佐
扬·拉佐（1981年12月1日—），斯洛伐克男子冰球运动员，场上位置是守门员。他曾代表斯洛伐克国家队参加2014年和2018年冬季奥林匹克运动会冰球比赛，均获得第十一名。